# Punta Robles
Punta Robles (spanisch) ist eine Landspitze an der Danco-Küste des Grahamlands auf der Antarktischen Halbinsel. Sie liegt am Westufer der Caleta Barra,  einer Nebenbucht der Hughes-Bucht.
Argentinische Wissenschaftler benannten sie. Der weitere Benennungshintergrund ist nicht überliefert.